# بانک استونی
بانک استونی (استونیایی: Eesti Pank) بانک مرکزی استونی و یکی از اعضای سیستم بانکی منطقه یورو است.
این بانک که در سال ۱۹۱۹ تأسیس شده تا سال ۲۰۱۰ کرون واحد پول استونی را چاپ و توزیع می‌کرد.

## نگارخانه

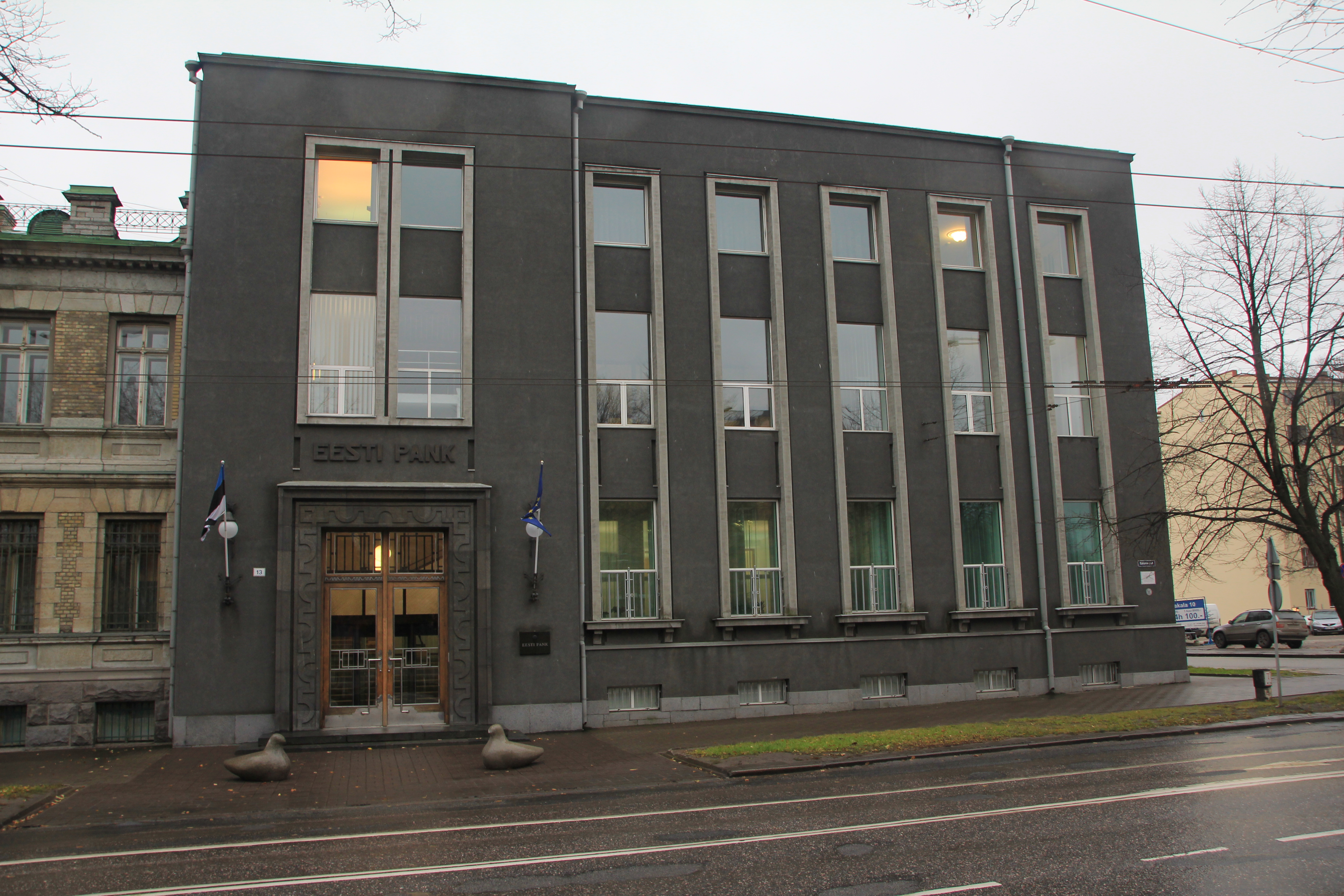
ساختمان بانک استونی، مورد استفاده از ۱۹۹۲
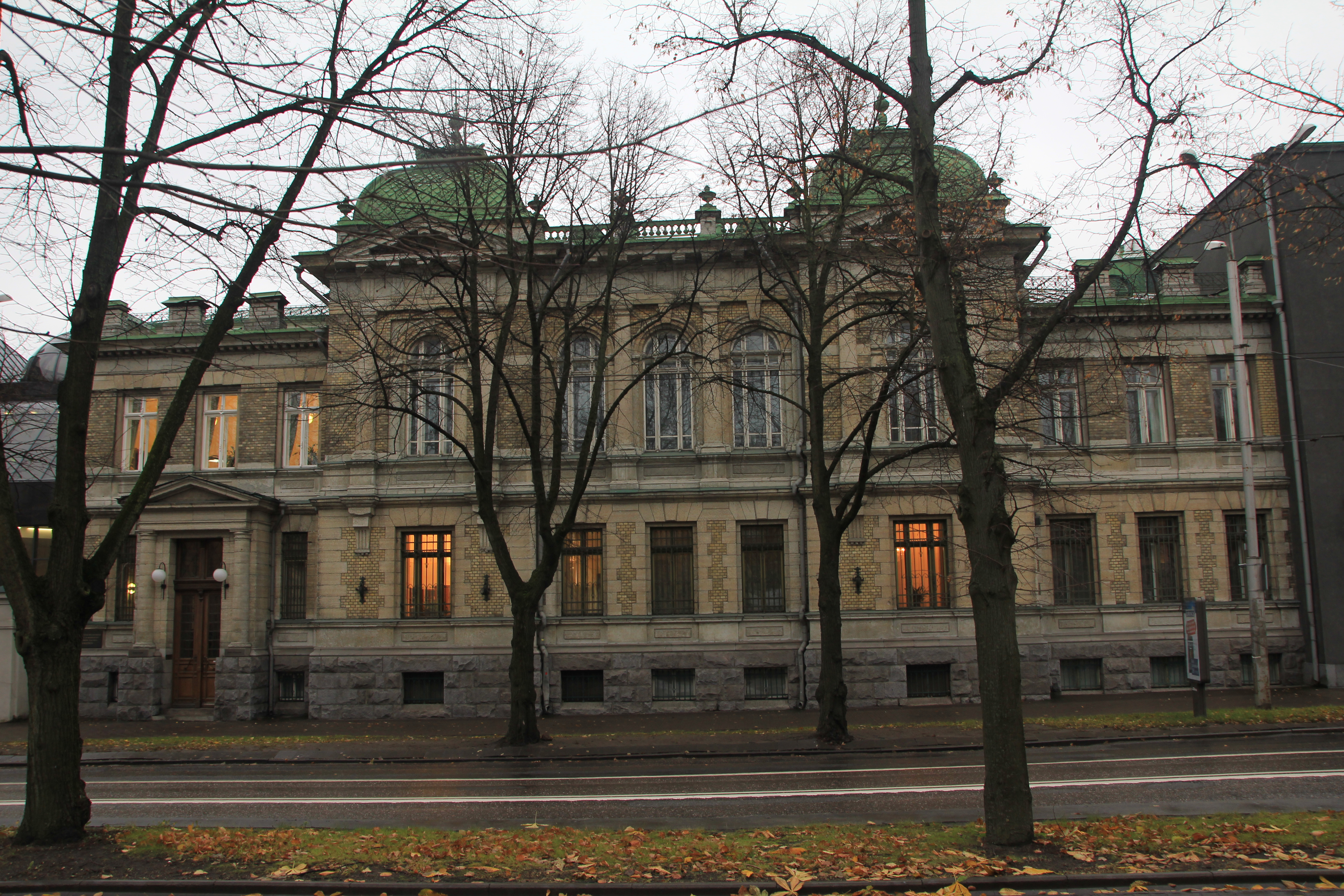
ساختمان بانک استونی تا سال ۱۹۳۵  که مجدداً از سال ۱۹۹۲ مورد استفاده قرار گرفته
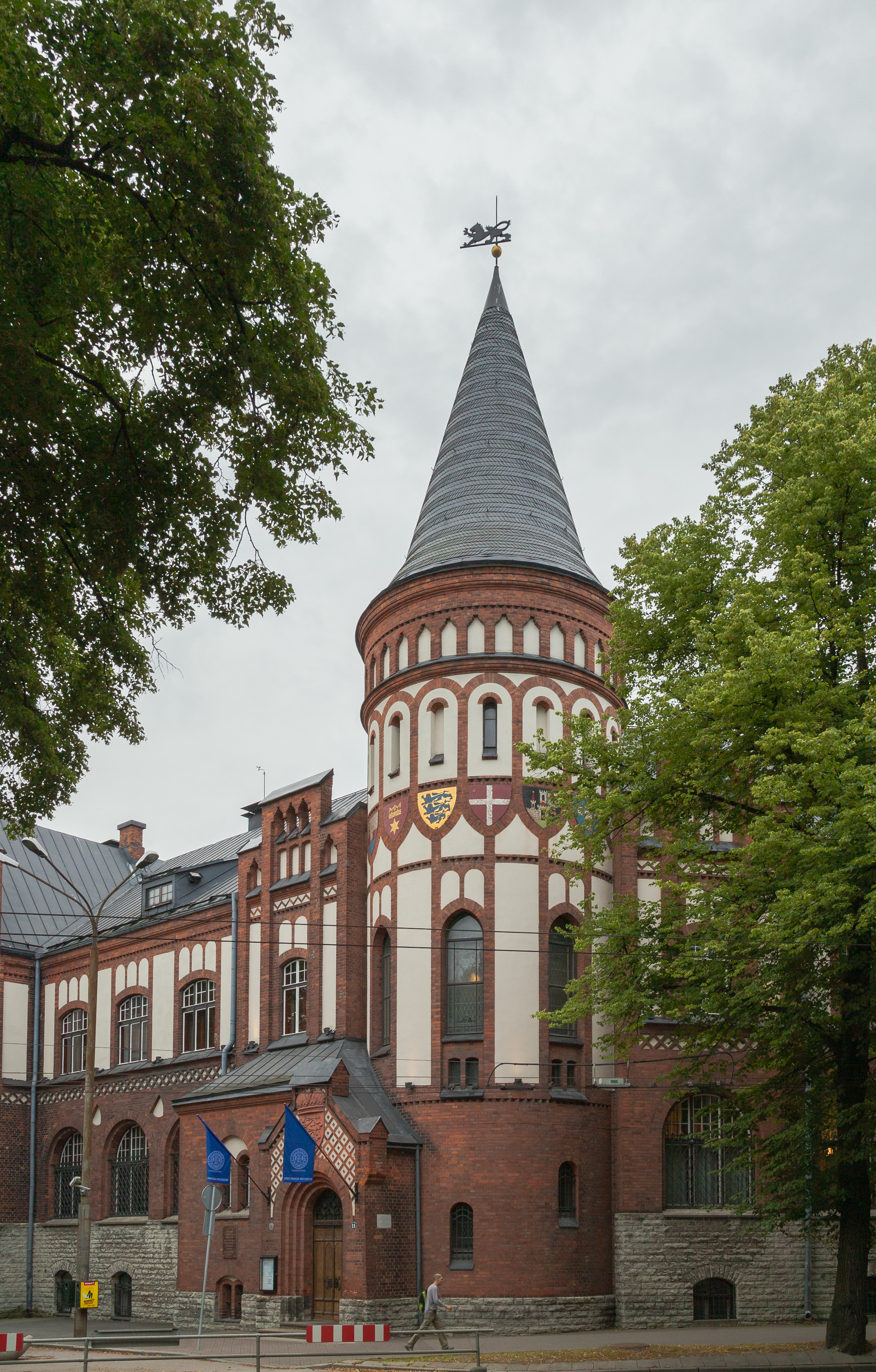
ساختمان تاریخی و مرکزی بانک استونی